# And We Washed Our Weapons in the Sea
| Đánh giá chuyên môn | Đánh giá chuyên môn |
| Nguồn đánh giá      | Nguồn đánh giá      |
| Nguồn               | Đánh giá            |
| ------------------- | ------------------- |
| Allmusic            | [ 1 ]               |
| Sputnikmusic        | [ 2 ]               |

And We Washed Our Weapons in the Sea là album phòng thu thứ năm và cuối cùng của ban nhạc post-hardcore người Mỹ Frodus, được phát hành năm 2001, sau khi nhóm tan rã. Album nhận được nhiều lời khen từ cả giới chuyên môn và người hâm mộ, và thường được xem là nhạc phẩm hay nhất của Frodus.

## Bối cảnh
Album được hoàn thành năm 1999, và thu âm trong vài tháng tại Salad Days Studio. Ban nhạc tan rã vào thời gian này, tuy nhiên, do khó khăn trong việc tìm một hãng đĩa thực sự để phát hành đĩa nhạc, việc ra mắt And We Washed... bị hoãn lại. Năm 2000, một số track bị rò rĩ trên những trang chia sẻ file, như Napster. Chỉ tới khi Tony Weinbender, một người bạn của ban nhạc, giúp họ ký hợp đồng với Fueled by Ramen, And We Washed... mới được phát hành vào đầu năm 2001.

## Danh sách ca khúc
Tất cả các ca khúc được viết bởi Frodus.
| STT | Nhan đề                                | Thời lượng |
| --- | -------------------------------------- | ---------- |
| 1.  | "Red Bull of Juarez"                   | 2:18       |
| 2.  | "The Earth Isn't Humming"              | 4:40       |
| 3.  | "There Will Be No More Scum"           | 4:46       |
| 4.  | "Out-Circuit the Ending"               | 5:48       |
| 5.  | "Chiriacho Summit"                     | 1:54       |
| 6.  | "Belgian Congo"                        | 5:55       |
| 7.  | "The Awesome Machine"                  | 4:20       |
| 8.  | "6/99"                                 | 4:43       |
| 9.  | "Hull Crush Depth"                     | 3:34       |
| 10. | "Year of the Hex"                      | 4:57       |
| 11. | "And We Washed Our Weapons in the Sea" | 3:05       |

## Thành phần tham gia

### Frodus
- Shelby Cinca - hát, guitar, hiệu ứng điện tử
- Jason Hamacher - trống, bộ gõ
- Nathan Burke - bass, hát, keyboard

### Sản xuất
- Prof. Yaya - Layout
- Nathan Burke - nhiếp ảnh
- Shigeo Kikuchi - nhiếp ảnh
- Anthony Childs - nhiếp ảnh
- Brian McTernan - sản xuất